# Vendimia Planitia
Vendimia Planitia est une vaste dépression (planitia) et potentiel bassin d'impact située à la surface de (1) Cérès.